# Beijing Yanjiesheng Zuqiu Julebu
Il Beijing Yanjiesheng Zuqiu Julebu (北京燕捷圣足球俱乐部S, Běijīng Yànjiéshèng Zúqiú JùlèbùP) è stato una squadra di calcio cinese con sede a Pechino. La squadra giocava le sue partite allo Shijingshan Stadium. La società è stata fondata nel 1997, con il nome di Beijing Longli Zuqiu Julebu ed è stato rilevato dal Beijing BSU all'inizio del campionato 2010.

## Denominazione
- Dal 1997 al 2003: Beijing Longli Zuqiu Julebu (北京龙力足球俱乐部S; Beijing Longli Football Club)
- Dal 2003 al 2007: Beijing Hongdeng Zuqiu Julebu (北京宏登足球俱乐部S; Beijing Hongdeng Football Club)
- Dal 2008 al 2010: Beijing Yanjiesheng Zuqiu Julebu (北京燕捷圣足球俱乐部S; Beijing Yanjiesheng Football Club)

## Palmarès

### Altri piazzamenti
- China League Two:

Secondo posto: 2005
Terzo posto: 2004